# Jöns Snakenborg
Jöns Ulfsson (Snakenborg), död 1600, var en svensk ståthållare.

## Biografi
Jöns Ulfsson var son till slottsloven Ulf Henriksson (Snakenborg) på Stegeborg och Agneta Knutsdotter Lillie. Han var råd åt Magnus, hertig av Östergötland och blev sedan ståthållare på Stegeborg. Snakenborg var närvarande vidhertig Magnus död 1595. Jöns Snakenborg avled 1600.
Han var innehavare av Fyllingarum i Ringarums socken.

### Familj
Snakenborg gifte sig omkring 1580 med Christina Joensdotter Gyllenhorn. Hon var dotter till riksrådet Johan Olofsson (Gyllenhorn) och Carin Bese. De fick tillsammans barnen hovjungfrun Anna Snakenborg som var gift med riksrådet Henrik Horn, kammarjunkaren Ulf Snakenborg (död 1609), Agneta Snakenborg som var gift med hovjunkaren Jesper Nilsson Cruus, Görvel Snakenborg (död 1635) som var gift med vice amiralen Nils Gyllenstierna, Elin Snakenborg (1590–1660) som var gift med landshövdingen Hans Drake och Brita Snakenborg som var gift med överstelöjtnanten Volmar Didrik von Scheiding.